# TACA Perú
TACA Perú war eine peruanische Fluggesellschaft mit Sitz in Lima. Sie war eine Tochtergesellschaft der TACA und nutzte auch die Corporate Identity der Muttergesellschaft. Es wurden nationale und internationale Ziele angeflogen. Ihr Drehkreuz war der Flughafen Lima.

## Geschichte
TACA Perú wurde 1999 von Daniel Ratti und Ernesto Mahle als TransAm gegründet und begann mit dem Flugbetrieb im Juli 1999. Der Name wurde 2001 in TACA Perú geändert, als die Grupo TACA eine Minderheitsbeteiligung erwarb. TACA Perú befindet sich zu 51 % im Besitz von Daniel Ratti und zu 49 % von Grupo TACA.
Bis Mitte 2013 wurde die Gesellschaft im Rahmen des Zusammenschlusses ihrer Eigentümer in die einheitliche Marke Avianca umbenannt. TACA Perú wurde in Avianca Perú umbenannt.

## Flotte
Bei Auflösung des Betriebs im Jahr 2013 bestand die Flotte der TACA Perú aus acht Flugzeugen:
- 2 Airbus A319-100
- 4 Airbus A320-200
- 2 Airbus A321-200